# Betoyoguci
Betoyoguci is een bestuurslaag in het regentschap Gresik van de provincie Oost-Java, Indonesië. Betoyoguci telt 1719 inwoners (volkstelling 2010).